# Astinomo
Un astinomo (in greco antico: ἀστυνόμος?, astynómos) è un magistrato dell'antica Atene a cui spettavano la gestione delle strade e la pubblica sicurezza.